# Ле Тхань Тонг
Ле Тхань Тонг (хан ти 黎聖宗, ім'я при народженні Ле Хао (黎灝), * 25 серпня 1442 — 3 березня 1497) — імператор Дайв'єту в 1460—1497 роках. Провів численні успішні реформи, значно розширив територію держави на південь та захід.

## Життєпис

### Молоді роки
Походив з династії Пізніх Ле. Третій син імператора Ле Тхай Тонга та  Нго Тхі Нгок Зао. 1442 року вагітну Нго Тхі Нгок Зао було вислано з гарему до пагоди Гюї Ван, де вона народила Ле Хао, після повноліття змінив на Ле Ти Тханя. З 1445 року став виховуватися в імператорському палаці в Тханглонг.
1459 року його старшого зведеного брата — імператора Ле Нян Тонга — було вбито внаслідок змови іншого зведеного брата Ле Нгі Зана. Вже у 1460 році за допомоги військовиків Нгуєн Сі і Дінь Л'єта повалив Ле Нгі Зана, оголосивши себе імператором під ім'ям Ле Тхань Тонг. На честь цього було зведено пагоду Ха.

### Володарювання

#### Реформи
Першочерговим завданням новий володар Дайв'єту вбачав у внутрішньомузміцненні держави. Для цього було важливо провести бюрократичну та судову реформи. За згразок було взято імперію Сун. Водночас важливо було послабити аристократію. Для цього відновлено систему іспитів на вищі посади. Так, за результатами іспитів 1463 року переможцями виявилися уродженці дельти Червоної ріки, а не жителі Тханьхоа, як було до того.
Було створено 6 міністерств: фінансів, церемоній, громадських робіт, правосуддя, армії і посад. Також Ле Тхань Тонг впровадив систему 9 рангів для військових та цивільних посад. Державний апарат отримав більш струнку організацію. Цензурне бюро контролювало справи чиновників і передавало відомості безпосередньо імператореві.
Проведено було військову реформу. Армія тепер поділялася на 5 фу (військовий округів): східний, західний, північний, південний і центральний. Фу в свою чергу складалися з ве (корпусів), які включали шо (полки). В цілому в мирний час армія складала 70 тис. вояків. Щорічно навесні проводилися військові збори і вчення. Були розроблені нові статути, в яких важливе місце приділялося узгодженості дій між різними родами військ.
У 1469 були створені мапи держави, проведено перепис. Було вирішено, що перепис буде проводитися кожні 6 років. Була проведена нова адміністративна реформа, внаслідок чого Дайв'єт було поділено на 13 провінцій.
Правові реформи попередників було доповнено і частково закріплено створенням 1483 року Кодексу ери «Хонг-дик» (інша назва «Кримінальне право династії Ле»), який складався з 13 глав й 133 статей. Закони були засновані на китайському праві з додаванням в'єтнамських традицій, зокрема більш високе положення жінок. Кодекс охоплював карне, адміністративне, цивільне та сімейне право, судочинство, закріплювалося зведення гребель. Ле Тхань Тонг також наказав провести грошову реформу.

#### Релігійна політика
Вирішив спиратися на неоконфуціанське вчення. Тому усіляко сприяв спорудженню храмів літератури, де вивчалися праці Конфуція. Разом з тим Ле Тхань Тонг скасував будівництво нових буддійських і даоських храмів, заборонивши монахам купувати землі, але буддизм й даосизм не було заборонено.

#### Військові кампанії
У зовнішній політиці продовжив зберігання гарних стсоунків з імперією Мін, номінально визннаючи зверхність останньої. Вже 1460 року придушив повстання в лаоському князівстві Бон Ман.
1465 року вимушен був захищати узбережжя від піратів. Також воював проти гірських племен ай-лао на півночі країни. Водночас продовжуючи агресивну політику щодо Чампи. У 1466 року було здійснено успішни похід проти цього царства. Але того ж року на півночі Дайв'єту відбулося селянське повстання. У відповідь Ле Тхань Тонг заборонив виготовляти, продавати і зберігати зброю в приватних оселях.
Втім конфлікт з Чампою погіршився з огляду на те, що правителя Чампи напряму встановили дипломатичні контакти, а мінський імператорський двір визнав чампських раджа-ді-раджей (правителів) рівним імператору Дайв'єту. В той час Ле Тхань Тонг розглядав Чампу як свого васала.
1469 року війська Чампи на чолі із Маха Саджаном на провінцію Хоатяу, яку колись Дайв'єт захопив у Чампи. Військам Дайв'єту вдалося відбити наступ, а 1470 року завдати супротивнику важкої поразки. Маха Саджан намагався почати мирні перемовини, проте марно. У лютому 1471 року імператор особисто очолив 150-тисячну армію проти Чампи, невдовзі здобувши перемогу у битві біля Саки, а поітмм захопивши столицю Чампи — Віджайю. При цьому раджа-ді-раджа Маха Саджан потрпив у полон й невдовзі помер. Ле Тхань Тонг наказав приєднати до Дайв'єту значну частину Тмпи, яка отримала назву Куангнам (стала 13-ю провінцією Дайв'єту). Інша частина Чампи була поділена на 3 васальні князівства — Т'ємтхань, Хоаань й Намфан. Політика асиміляції та нищення призвела до міграції Чампів до Філіппін та Великих Зондських островів. На їх місця Ле Тхань Тонг наказав заселяти в'єтів.
З 1472 року став вести себе більш незалежно стосовно Китаю, який у відповідь обмежив торгівельні контакти з Дайв'єтом.
1479 року, скориставшись заворушенням вкнязівстві Бон Ман імператор виступив проти лаоської держави Лансанг, якій 1480 року було завдано поразки та змушено платити данину.

#### Культурна політика
Ле Тхань Тонг приділяв велику увагу створенню історичних праць. За йогго правління написано «Повне зібрання історичних записок Дайвьета». Також було складено історичну працю «Чунгхинг тхиклук» («Правдива розповідь про реставрацію»), яка не збереглася до тепер.
1494 року було організувано літературне товариство «Світ поетів», відоме також як «Збори двадцяти восьми зірок», в яке входили Дам Тхан Гюї, Зионг Чик Нгуєн, Нго Хоан. Ле Тхань Тонг сам входив до складу цього товариства.

#### Останні роки
Протягом 1480-х років поступово розширював владу на території колишньої Чампи, збільшуючи землі фактично підвладні Дайв'єту. Продовжилася жорстка політика щодо китайських кораблів та їх союзників з султанату Малакка. Водночас знищення чампських факторій негативно позначилося на зовнішній торгівлі, оскільки раніше саме Чампа була посередником з країнами Зондського архіпелагу. В подальшому це негативно відобразилося на господарстві Дайв'єту.
Помер 1497 року. Йому спадкував син Ле Х'єн Тонг.

## Творчість
Складав вірші на веньяні та тии-номі, зокрема повчальні. Так, є автором 9 віршів, що увійшли до збірки «Дев'ять пісень, складених у чудовому саду», автором якого були члени «Світу поетів». Також вірші імператора увійшли до збірок «Блискучий правитель і талановиті чиновники», «Сто поем давнини і наших днів», «Збірка віршів весняної хмарини»
В доробку Ле Тхань Тонг є ритуальні твір у жанрі ванте «Десять заповідей про неприкаян душ», збірка 19 новел у жанрі труєн лі (на кшталь чуаньці).